# Симс (Оклахома)
Симс (енгл. Simms) насељено је место без административног статуса у америчкој савезној држави Оклахома.

## Демографија
По попису из 2010. године број становника је 325, што је 30 (10,2%) становника више него 2000. године.
| Група             | 2000.       | 2010.       |
| Белци             | 165 (55,9%) | 209 (64,3%) |
| Афроамериканци    | 0 (0,0%)    | 2 (0,6%)    |
| Азијати           | 1 (0,3%)    | 0 (0,0%)    |
| Хиспаноамериканци | 5 (1,7%)    | 4 (1,2%)    |
| Укупно            | 295         | 325         |